# Мюирон, Жан-Батист
Жан-Батист Мюирон (10 января 1774 года, Париж — 15 ноября 1796 года) — французский офицер, прославившийся и прославленный как спаситель Бонапарта.

## Биография
Родился в семье откупщиков. В качестве артиллериста участвовал в осаде Тулона в 1793 году, где был ранен. Тогда же он был замечен Наполеоном. В двадцать лет был повышен до полковника. Тринадцатого вандемьера, находясь под прямым начальством Наполеона, командовал батареей. Во время итальянской кампании 1796г. служил адъютантом Бонапарта. Погиб Мюирон в бою при Арколе, во время которого спас Наполеону жизнь, закрыв его своим телом, получив пулевое ранение, оказавшееся смертельным.. Многократно упоминается в переписке Бонапарта.

## После смерти
Когда Наполеон захватил Венецию, мстя за убийство экипажа судна Libérateur d’Italie, в мирном договоре содержались секретные статьи, согласно которым французам должны были быть переданы пять кораблей. Они вошли в состав французского флота, один был переименован в честь Мюирона.
Сообщалось, что в конце своей жизни Наполеон рассматривал возможность использовать имя «Полковник Мюирон» в качестве псевдонима.
Именем полковника Мюирона названа улица в Тулоне. 
Одна из новелл писателя Анатоля Франса называется «Мюирон».

## Образ в кино
- «Наполеон» (немой, Франция, 1927) — актёр Пьер Данис
- «Наполеон» (Франция, Канада, 2002) — актёр Гийом Депардьё